# Laze nad Krko
Laze nad Krko – wieś w Słowenii, w gminie Ivančna Gorica. W 2018 roku liczyła 40 mieszkańców.